# Десимир Лазаревић
Десимир В. Лазаревић (Бакионица, 1. јануар 1907 — Београд, 1. октобар 1991) био је српски књижар и писац.

## Биографија
Рођен је у Бакионици, код Пожеге, 1. јануара 1907. од оца Владимира и мајке Косаре. Након смрти оца одрастао је у Дому ратне сирочади у Топчидеру. Основну школу учио је у Ужицу, а потом трговачку у Београду. Од 1923. до 1927. године био је шегрт у Књижари Светислава Б. Цвијановића, где је упознао тајне књижарства и посветио му читав живот. Након тога био је радник у књижари "Време", затим у књижари А. Поповића у Београду и књижари "Јединство" у Суботици. Један је од оснивача, а 1931. године и председник организације "Књижарски подмладак". Потом је радио као колпортер Геце Кона, "Нолит" и "Народно дело" П. Петровића до 1932. године. Године 1933, отвара своју асортиманску књижару у Беогаду коју је услед кризе морао затворити.
Уочи рата био је одговорни уредник часописа "Избор". Десимир В. Лазаревић се истакао радом у књижарској секцији при Савезу трговачких помоћника и веома се залагао за уздизање књижарског подмлатка.
За време окупације, радио је у трафици своје жене у Београду. По ослобођењу отворио је Књижару на Студентском тргу. Године 1945, био је председник Удружења књижара и издавача Србије. Од 1948. године био је руководилац продаје и књижарске мреже по Србији и издавачким кућама "Ново поколење", "Нови дан", "Инвалидско књижарско предузеће", "Вук Караџић".
Десимир В. Лазаревић, поред старијег колеге Душана Славића, једини је књижар међуратног доба који се бавио и књижевношћу. Пензионисан је 1969. године.

## Дела
Писао је песме, приповетке, драмске текстове и скечеве. Прве прозне радове објављивао је у омладинским часописима Вал и Једро (Бг, 1923—1924). У рукопису му је остао комад у 1. чину Превара, приказиван од 1923. године. Књижевне и стручне радове објављивао је у часописима и листовима : Венац (1923–1924), Вал (1923–1925), Једро (1923–1924), Књижевни север (1925–1928), Трговачки помоћник (1925–1927), Гласник књижара (1926–1934), Књижевна ревија (1927), Вечерње новости (Београд., 1931), Нове књиге (Загреб, 1931), Књига и књижар (Сарајево, 1953—1954) и Политика (1974).

### Најважнија дела
- "Уплашена птица" - (Венац, 1925)
- "Помоћна радост" - (Венац, 1925)
- "На Божић" - (Венац, 1925)
- "Швабе" - (Књижевни север, 1925)
- "Једна ноћ у књижари" - (Гласник књижара, 1929)
- "Насушни хлеб" - (Просвета, 1932)